# رئيس الخدمات الطبية
رئيس الخدمات الطبية (CMO) هو اللقب المستخدم في العديد من الدول للإشارة إلى مسؤول رفيع المستوى في الحكومة يعين رئيسًا للخدمات الطبية، وعادة ما يكون على المستوى الوطني. ويشغل المنصب طبيبًا مهمته تقديم المشورة وقيادة فريق من الخبراء الطبيين لمعالجة المسائل ذات الأهمية المتعلقة بالصحة العمومية.
يعود منصب رئيس الخدمات الطبية إلى العصر الفكتوري. وقد يتخذ هذا المنصب أسماء مختلفة في العديد من البلدان، فيعرف في الولايات المتحدة على سبيل المثال بكبير الأطباء ورئيس الصحة العامة بكندا.